# Manuel Pereña i Puente
Manuel Pereña i Puente (Lleida 1850-1923) fou un advocat, periodista i polític català. Fou diputat a les Corts Espanyoles durant la restauració borbònica.

## Biografia
Mentre estudià a l'Institut de Secundària de Lleida, fou president del Centre Escolar de Lleida, col·laborador d’El Escolar, i fundà el diari La Joventut Escolar (1868). Després es llicencià en Dret a Saragossa, el 1874, i en Filosofia i Lletres. Va obtenir el grau de doctor, a la Universitat Central de Madrid, amb la lectura de la tesi doctoral "De la adopción: su historia, condiciones y juicio crítico", esdevinguda el 15 de març de 1882. Des de l'1 de juny de 1876, Pereña exercia d'advocat a Lleida, al carrer Llibertat.
Com a republicà, fou redactor del setmanari federal Aquí Estoy (1870-1873) i secretari general de l’Ateneu Lleidatà (1873), així com cap de la Revista del Ateneo Leridano. També dirigí la Revista de Lérida (1875-1879), continuadora d’El Cronicón Ilerdense. Entre 1877 i 1878 fou secretari de la Societat Literària i de Belles Arts, de la qual ocupà la vicepresidència i la presidència de la secció cientificoliterària. Durant la Restauració borbònica, fou catedràtic de Literatura a l'Institut de Secundària de Lleida, assessor de la Junta de Sequiatge i degà del Col·legi d'Advocats de Lleida (1912-1923).
Pare d’una nissaga de polítics lleidatans. Casat amb Maria Reixachs Bergós, foren pares de 10 fills, entre els quals destacaren Samuel, Octavi, regidor en 1936 i, sobretot, l'advocat Alfred Perenya i Reixachs, diputat de la Mancomunitat, els quals van catalanitzar el cognom Pereña per Perenya. Una de les seves filles, Maria, va casar-se amb Humbert Torres.

### Activitat política
Practicà el periodisme polític a El Liberal (1891), i a El Ideal, l’òrgan republicà que fundà el 1898, i dirigí, juntament amb Manuel Miquel Boix, fins al 1907. Esdevingué la màxima figura del republicanisme lleidatà, alineat amb Emilio Castelar el 1874 i amb Nicolás Salmerón el 1897, i fundà a Lleida el Partido Republicano Nacional de Morayta, Carvajal i Muro (1894-1897). Fou un dels principals impulsors de l’entitat cultural i política Joventut Republicana, nascuda el 1901. Com a salmeronià ingressà i presidí la Junta Provincial, primer de Fusió Republicana i, més tard, d’Unió Republicana (1903), agrupament que el 1907 conduí vers el moviment de Solidaritat Catalana. Constituïda la UFNR, n’esdevingué president de la junta municipal (1911) i posteriorment fou membre del directori del PRC de Lleida (1917). Paer de Lleida de 1881 a 1885, fou elegit, el 1903, diputat a Corts pel districte de Lleida, després d’haver-ho intentat el 1899 i el 1901 per les Borges Blanques. El 1905 no aconseguí renovar de nou l’acta de diputat, cosa que no intentaria de nou.
El seu fons va ser donat per la família Pereña, l'any 1974, a l'antic Estudi General de Lleida, l'actual Universitat de Lleida. Conté un total de 695 documents, entre llibres i revistes especialitzades en l'àmbit del dret.

## Obres
Publicà llibres sobre literatura i dret:
- Nociones de literatura preceptiva: compendio de las lecciones de un curso elemental de retórica y poética (1890)
- Derecho usual público y privado: compilación abreviada y metódica del derecho natural y del derecho positivo vigente civil, mercantil, penal, político y administrativo español (1894).
- Elementos de derecho natural y del civil, mercantil, penal, político y administrativo español (1894).
- Elementos de literatura preceptiva precedidos de unas nociones de estética (1900)